# 我的朋友叫哈维
《迷離世界》（英語：Harvey）是1950年的一部电影。根据玛丽·蔡斯戏剧《哈维》改编，导演亨利·科斯特，主演为詹姆斯·斯图尔特和约瑟芬·赫尔。故事讲的是一个人和他最好的朋友——一只六英尺，三个半英寸高的看不见兔子的故事。该片被AFI选为百大喜劇電影第35名，十大幻想电影第7位。

## 剧情
史都華扮演一个中年的、可亲的、自由思想的（有点怪）的人，大名叫埃尔伍德.P.多德，他最好的朋友是一只看不见的六英尺三英寸半高的兔子，名为哈维。哈维其实是一个精靈(劇中稱為pooka，凯尔特神话中的一种顽皮的神奇生物)。埃尔伍德曾介绍他的精靈朋友哈维给他的姐姐和侄女認識。但他的姐姐實在無法忍受，決定将埃尔伍德送入精神疗养院，他的姐姐於療養院中承认每隔一段时间会看到精靈哈维，陰錯陽差下療養院認為是他姐姐精神異常反將她扣留起来，讓埃尔伍德離開療養院。院长查姆尼醫生（凯拉韦）发现了错误后，自己跟踪埃尔伍德。追查时，（埃尔伍德似乎有办法随时消失）埃尔伍德经历数重考验，雖然他很礼貌，但他完全无视於医生的计划。医生的女友——一位美麗护士追踪埃尔伍德到一个小巷，埃尔伍德讲述了他是如何認識哈维這一段經過，過程令人難以置信。在电影的最后一个场景中，埃尔伍德（以及其他人）到达医院，院长说服埃尔伍德进来他的办公室，在那里他将收到一瓶血清，将使他不再看到哈维。此時哈维在院长面前显露自己，證明埃尔伍德精神正常，最後將他释放。

## 演员
- Elwood P. Dowd: James Stewart
- Veta Louise Simmons: Josephine Hull
- Miss Kelly: Peggy Dow
- Dr. Lyman Sanderson: Charles Drake
- Dr. Willie Chumley: Cecil Kellaway
- Judge Gaffney: William H. Lynn
- Myrtle Mae Simmons: Victoria Horne
- Harvey: Himself
- Marvin Wilson: Jesse White
- Cab Driver: Wallace Ford
- Mrs. Chumley: Nana Bryant
- Mrs. Chauvenet: Grayce Mills